# Jeu de scène
Pour la pièce de théâtre, voir Jeux de scène.
Le jeu de scène d'un musicien est la façon qu'il a de bouger et de se comporter sur scène.

## Musique classique
Si on met de côté le fait d'être debout sans bouger sur scène, le premier artiste classique à avoir utilisé un jeu de scène est le violoniste Paganini.[réf. nécessaire]

## Rock 'n' roll
Dans le milieu du rock, où le jeu de scène compte autant que la musique, les artistes n'ont jamais hésité à utiliser différentes techniques :
- Le Duckwalk inventé par Chuck Berry en 1955 et repris par Angus Young en le simplifiant. Se déplacer sur une jambe en sautant sur un pied, tout en donnant des coups de talon avec l'autre jambe.
- Le Smash guitar. Initié par The Who et repris par Slash et Nirvana. Briser son instrument sur scène.
- Headbang. Répandu dans les groupes de Heavy metal. Secouer la tête en rythme en faisant voler ses cheveux.
- Jouer avec les dents. Une des postures cultes de Jimi Hendrix.
- Stage diving ou Slam. Répandu par Jim Morrison, Iggy Pop, Peter Gabriel, et repris par le chanteur de Dionysos, Mathias Malzieu. Sauter de la scène dans le public et de se faire porter par lui.